# Từ Văn (nhà Kim)
Từ Văn (chữ Hán: 徐文, ? – ?), tự Ngạn Vũ, xước hiệu Từ đại đao, ban đầu có hộ tịch ở huyện Dịch, phủ Lai Châu , sau đó dời nhà sang huyện Giao Thủy . Cuối đời Bắc Tống, ông dấy binh ở vùng duyên hải Sơn Đông, chịu sự nghi kỵ của triều đình nhà Tống nên theo về với nhà Lưu Tề; sau đó quy phục nhà Kim, trở thành tướng lãnh thủy quân hàng đầu.

## Khởi nghiệp
Thiếu thời Văn làm nghề buôn muối lậu, đi lại mấy châu ven biển; ông tính cương dũng, chuộng nghĩa khí, khiến đồng bọn kiêng dè. Cuối đời Bắc Tống, giặc cướp nổi lên, Văn chiêu mộ chiến sĩ, được làm Tả thập tướng của trấn Bản Kiều thuộc Mật Châu . Văn có sức mạnh hơn người, sử dụng cây đao nặng 50 cân, không ai địch nổi, được người đời gọi là “Từ đại đao”. Sau đó Văn ở dưới trướng của Vương Long Đồ (có lẽ là Vương Tổ Đạo), giao chiến với người Tây Hạ, bắt sống 1 viên tướng, được bổ làm Tiến Vũ hiệu úy. Trở về miền đông, Văn tham gia phá giặc cướp là bọn Dương Tiến, được chuyển làm Thừa tín lang.

## Quy phục Lưu Tề
Tống Cao Tông vượt Trường Giang, triệu Văn làm Xu mật viện Chuẩn bị tướng; ông tham gia bắt Miêu Phó giao cho Hàn Thế Trung, nhờ công được thăng làm Hoài Đông, Chiết Tây, Duyên hải thủy quân đô thống chế. Chư tướng Tống vốn đố kỵ tài năng của Văn, lại thêm bấy giờ Lý Thành, Khổng Ngạn Chu đều quy phục nhà Lưu Tề, khiến triều đình cũng nghi ngờ ông có ý muốn quay về miền bắc. Đại tướng Diêm Cao có hiềm khích với Văn, nhân đó gièm pha ông; triều đình Tống sai Thống chế Chu Sư Mẫn tập kích Văn, ông bèn đem vài mươi cỗ chiến hạm vượt bể quy hàng nhà Lưu Tề. Chính quyền Lưu Tề lấy Văn làm Hải, Mật 2 châu Thương hải đô chiêu tróc sứ kiêm Thủy quân thống chế, thăng làm Hải đạo phó đô thống kiêm Hải đạo tổng quản, ban đai vàng. Văn hiến kế cho Lưu Dự, muốn theo đường biển tập kích Lâm An, Dự không thể dùng.

## Phục vụ nhà Kim
Nhà Kim phế chính quyền Lưu Tề, Nguyên soái phủ thừa chế lấy Văn làm Nam kinh Bộ quân Đô ngu hầu, Quyền Mã bộ quân Đô chỉ huy sứ. Năm Thiên Quyến đầu tiên (1138) thời Kim Hi Tông, Văn phá nghĩa quân Lương Tiểu Ca ở Thái Hành, được lấy bản chức kiêm Thủy quân thống chế. Triều đình Kim tranh giành Hà Nam với Tống, cho Văn trừ chức Sơn Đông lộ Binh mã kiềm hạt.
Hoàn Nhan Tông Bật giành lại Hà Nam, Văn phá tướng Tống là Lý Bảo ở Bộc Dương, Mạnh Bang Kiệt ở Đăng Phong. Tưởng Tri Quân của Tống (chưa rõ là ai) chiếm cứ Hà Dương, Văn chờ trời sáng mới đến dưới thành, sai tướng khác đánh góc đông bắc, tự đem quân tinh nhuệ ngầm tập kích cửa nam. Trong thành dốc quân cứu góc đông bắc, Văn bèn từ cửa nam chặt then vào thành. Quân Tống tan vỡ, Văn truy kích đánh bại được. sau đó Văn phá Quách Thanh, Quách Viễn ở Nhữ Châu. Trịnh Châu nổi loạn, Văn giành lại, đánh đuổi tướng Tống là Thích Phương. Dẹp xong Hà Nam, Hoàn Nhan Tông Bật khen thưởng tướng sĩ, thưởng cho Văn bạc, lụa, ngựa tốt. Văn được sung làm Hành quân vạn hộ, theo Tông Bật giữ các châu Lư, Hào, được vượt cấp làm Vũ nghĩa tướng quân.
Văn được làm Tri Tế Châu, ở chức 7 năm, được dời làm Tri Thái An quân. Hải Lăng vương lên ngôi (1149), xét công cũ, Văn dần được thăng đến Trung Đô binh mã đô chỉ huy sứ, ban đai vàng, đổi làm Tuấn Châu phòng ngự sứ. Chưa được lâu, Hải Lăng vương mưu tính đánh Tống, Văn được đổi làm Đô thủy giám, coi việc đóng chiến thuyền ở Thông Châu.
Người huyện Đông Hải là Từ Nguyên, Trương Vượng nổi dậy, người trong huyện là bọn Phòng Chân 3 người chạy đi Hải Châu, vào phủ Tổng quản cáo biến. Châu, phủ đều sai sứ giả theo bọn Chân đến Đông Hải tìm hiểu tình hình, đều bị nghĩa quân giết chết. Châu, phủ hợp binh tấn công, nhiều tháng không hạ được. Hải Lăng vương muốn đánh Tống, nghe được thì ghét lắm, giáng chiếu cho Văn cùng Bộ quân chỉ huy sứ Trương Hoằng Tín, Đồng tri Đại Hưng doãn Lý Duy Trung, Túc trực tướng quân Tiêu A Oa soái 900 cỗ chiến thuyền đi dẹp, nói với Văn rằng: “Ý của trẫm không quan tâm đến 1 ấp, mà là thử nghiệm thủy quân đấy.” Bọn Văn đến Đông Hải, đánh bại nghĩa quân, bắt được Từ Nguyên, Trương Vượng, còn lại xin hàng. Ở chiến dịch này, Trương Hoằng Tín đến Lai Châu, xưng bệnh dừng lại, hằng ngày ca hát rượu chè; Hải Lăng vương nghe được, khi quân đội quay về, phạt Trương Hoằng Tín 200 trượng. Văn được thăng làm Định Hải quân tiết độ sứ; 3 người Phòng Chân được thưởng có phân biệt: ai chết vì giặc được tặng quan 3 cấp, lấy 100 lượng bạc, 100 xúc lụa ban cho nhà của họ.
Năm Đại Định thứ 2 (1162) thời Kim Thế Tông, Văn vào cung, tự trình bày mình đã tuổi cao mắt mờ, khẩn cầu trí sĩ, được hoàng đế đồng ý. Kim Thế Tông còn rộng rãi gia ân cho Văn được thăng làm Long Hổ vệ thượng tướng quân.
Văn mất ở nhà, không rõ khi nào.

## Trong nghệ thuật
Có ý kiến cho rằng Văn là nguyên mẫu của nhân vật Văn đại đao Văn Đạt trong Thủy hử truyện.